# La Maison jaune de Rio
Pour plus de détails, voir Fiche technique et Distribution.
La Maison jaune de Rio est un film franco-allemand réalisé par Karl Grune et Robert Péguy, sorti en 1931.
C'est la version française du film allemand Das gelbe Haus des King-Fu.

## Synopsis
King Fu est un criminelle qui effraye toute une ville en se déguisant comme un acteur de théâtre. Un soir de représentation le personnel ainsi que les spectateurs du spectacle pensent que l’acteur joue admirablement bien sans se douter du subterfuge.

## Fiche technique
- Titre : La Maison jaune de Rio
- Réalisation : Karl Grune et Robert Péguy
- Scénario : Egon Eis et Rudolph Katscher, d'après la pièce de Jos M. Velter
- Photographie : Werner Brandes
- Costumes : Boris Bilinsky
- Musique : Friedrich Hollaender, Rolf Marbot et Werner Schmidt-Boelcke
- Pays d'origine :  France - Allemagne  République de Weimar
- Production :  Münchner Lichtspielkunst AG - Pathé-Natan
- Genre : Film policier
- Durée : 90 minutes
- Date de sortie : France, 20 mars 1931

## Distribution
- Charles Vanel : King-Fu et Scalpa
- Renée Héribel : la danseuse Anita
- Jacques Maury : un cabotin suffisant
- Édouard Hardoux : le directeur du théâtre
- Léo Courtois
- Andrews Engelmann
- Blanche Estival
- Robert Guilbert
- Jean-François Martial
- Hélène Robert
- Henry Valbel